# Hrkovce
Hrkovce (em húngaro: Gyerk) é um município da Eslováquia, situado no distrito de Levice, na região de Nitra. Tem 8,2 km² de área e sua população em 2018 foi estimada em 291 habitantes.

## Demografia
| Ano:        | 1994 | 2004 | 2014    | 2024   |
| ----------- | ---- | ---- | ------- | ------ |
| Broj ljudi: | 0    | 321  | 285     | 280    |
| Razlika:    |      | –    | -11,21% | -1,75% |

| Ano:               | 2023 | 2024   |
| ------------------ | ---- | ------ |
| Número de pessoas: | 289  | 280    |
| Diferença:         |      | -3,11% |